# Тхонбури (королевство)
Тхонбури (тайск. อาณาจักรธนบุรี [ʔāːnāːt͡ɕàk tʰōn būrīː]) — период в истории Таиланда с 1768 по 1782 годы. Тхонбури был столицей Таиланда в течение короткого времени во время правления короля Таксина Великого, после разорения столицы Аютии бирманцами. Король Рама I перенёс столицу в Бангкок на другую сторону реки Чаупхрая в 1782 году. Тхонбури оставался самостоятельным городом и провинцией до 1972 года, когда он был присоединён к Бангкоку .

## История
В 1767 году, после почти четырехсотлетнего доминирования в Юго-Восточной Азии, королевство Аютия было разрушено бирманской армией. Королевский дворец и столица были сожжены дотла. Территория была оккупирована и местные лидеры объявили себя повелителями в том числе владельцы Сакванжибури, Пимай, Чантабури, и Накхонситхаммарат. Чао Так, дворянин китайского происхождения и способный военачальник, посвятил своих соратников в дворян в Чантабури. Начав с Чантабури, Чао Так поднял войска и ресурсы, и двинул флот к устью Чаупхрая захватив форт Тхонбури. В том же году, Чао Так удалось отбить Аютию у бирманцев после семимесячной осады.
Схинбьюшин, правитель Бирмы вторгся в Сиам. Бирманская армия прибыла через Сай Йок и осадила форт Бангкок — лагерь войск Таксина. Таксин поспешно послал генерала Боонма, командующего флотом Бангкока, снять осаду. Сиамские армии окружили бирманские, прорвали осаду и победили их.
Аютия, центр Сиама в течение сотен лет, была так опустошена, что больше не могла использоваться в качестве правительственного центра. Строительство новой столицы в Тхонбури продолжалось около года. 28 декабря 1768 года Таксин короновал себя как короля Аютии для обозначения продолжения древней славы.
Существовали ещё местные генералы, конкурирующие за право владения Сиамом. Провоевав по всему Сиаму целый год Таксину удалось подчинить всех мятежных командиров. Позже он начал войну против династии Нгуен за контроль над Южной Камбоджей, которая закончилась победой в 1773 году. В последующие годы Таксин установил контроль Сиама над Чиангмаем и поставил Камбоджу в вассальную зависимость от Сиама. Он установил отношения с Китаем и способствовал переселению китайцев в Сиам.
В 1782 году Таксин послал огромную армию, чтобы покорить близлежащие мелкие княжества Камбоджи и Лаоса княжеств снова, но пока он был далеко, вспыхнуло восстание во главе с официальными персонами государства. Повстанцы в конечном итоге контролирующие столицу, заставили короля уйти в отставку. Позже, Прайя Чакри, командующий главной армией в Камбодже, который пользовался широкой поддержкой среди чиновников и в народе, был предложен на трон вместо короля Таксина, так как он шёл обратно из Камбоджи и официально свергнул короля Таксина и постриг его в монахи. Таксин был тайно казнён вскоре после этого.
После казни Таксина, главнокомандующий Прайя Чакри вступил на престол королевства Тхонбури как король Раматибоди или Рама I. Позже в 1782 году король Рама I перенес столицу в Бангкок на другую сторону реки Чаупхрая.Со временем территория Тхонбури стала частью Бангкока. Этот период в истории Таиланда, продлившийся до 1932 года, получил название Раттанакосин.